# Дубинский, Эдуард Исаакович
Эдуа́рд Исаа́кович Дуби́нский (6 апреля 1935, Харьков, Украинская ССР, СССР — 11 мая 1969, Москва, СССР) — советский футболист. Заслуженный мастер спорта (1969).
В составе сборной СССР принимал участие в чемпионате мира 1962 года
.

## Проблемы со здоровьем

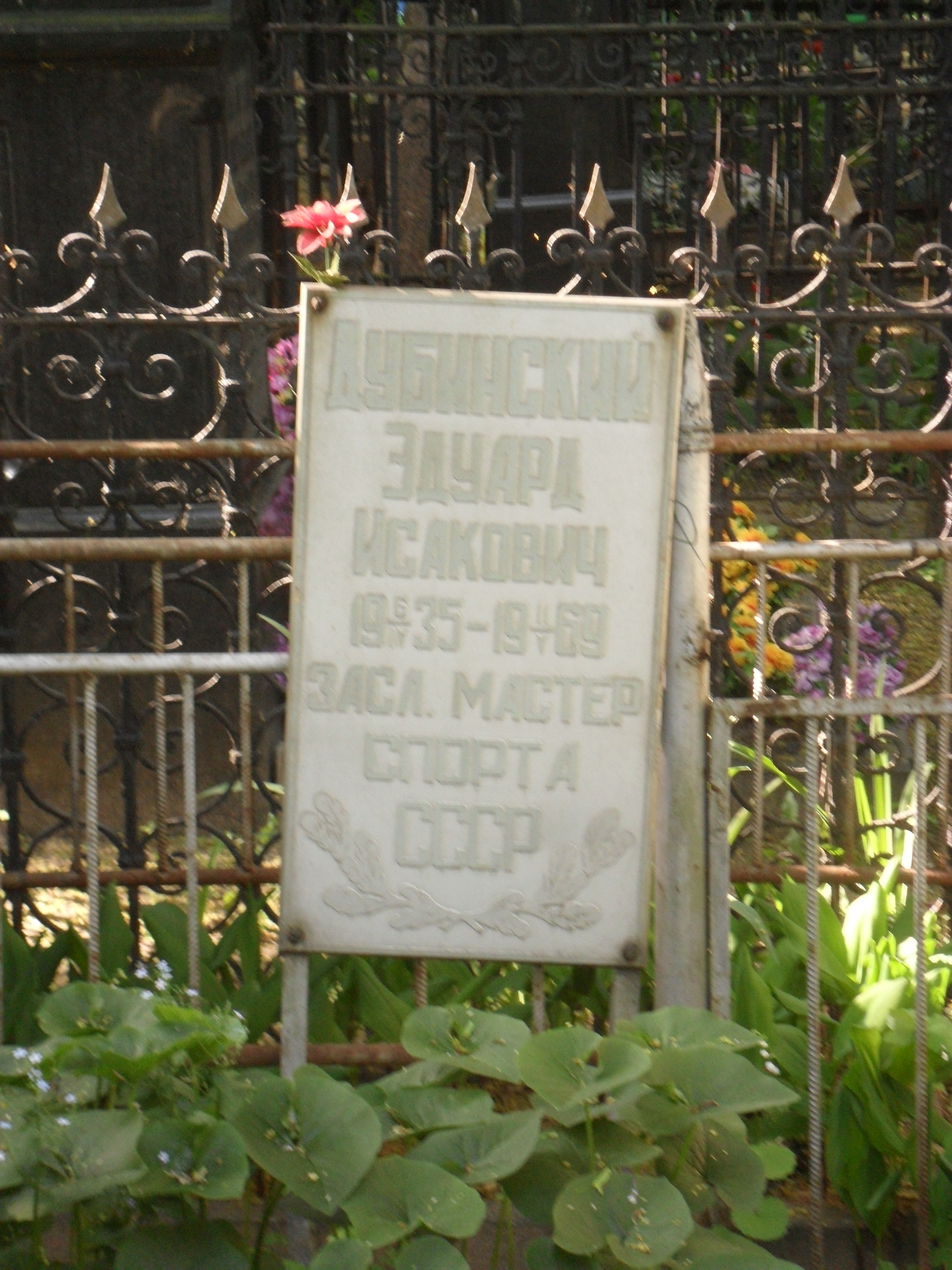
Могила Дубинского на Ваганьковском кладбище.

В игре чемпионата мира со сборной Югославии получил тяжёлый перелом ноги в результате грубейшего фола Мухамеда Муйича, после чего был отправлен в госпиталь, позже был несколько раз прооперирован. За свой умышленный проступок Муйич не понёс никакого наказания, он даже не был предупреждён. Однако за необоснованную жестокость сами югославы отстранили Муйича от дальнейшего выступления на чемпионате мира 1962 года.
Предолев последующую тяжёлую болезнь, Эдуард Дубинский смог вернуться в большой футбол, однако в 1969 году скончался от саркомы, развившейся вследствие травмы[прояснить]. Похоронен на Ваганьковском кладбище (23 уч.).

## Достижения

### Командные
Как игрока национальной сборной СССР:
- Чемпионат мира:
  - Участник: 1962

Как игрока московского ЦСКА:
- Чемпионат СССР:
  - Бронзовый призёр: 1958

### Личные
- В списках 33 лучших футболистов сезона в СССР (3): № 1 (1961); №1 (1962); № 1 (1963)